# Långmyrskogen
Långmyrskogen är ett naturreservat i Bodens kommun i Norrbottens län.
Området är naturskyddat sedan 2011 och är 1,7 kvadratkilometer stort. Reservatet omfattar en norrsluttning söder om Luleälven. Reservatet består av tallskogar och högresta granskoga. 